# Miguel Ponce (Fußballspieler)
Miguel Andrés Ponce Torres  (* 19. August 1971 in Santiago de Chile) ist ein ehemaliger chilenischer Fußballspieler und -trainer. Der Verteidiger lief in 17 Länderspielen für Chile auf.

## Spielerkarriere

### Verein
Miguel Ponce, auch unter dem Spitznamen El Chueco (dt.: Der Krumme) bekannt, debütierte 1988 bei Universidad Católica und gewann mit den Cruzados 1991 die Copa Chile. Nach Stationen bei Deportes Temuco und Everton de Viña del Mar kam Ponce 1995 zu Universidad de Chile. Mit La U gewann Ponce die Meisterschaft 1995 und die Copa Chile 1998. Nach diesem letzten Erfolg mit UdC kehrte der 1,75 m große Defensivspieler zum Rivalen Universidad Católica zurück. Mit dem Klub gewann Ponce in der Apertura 2002, Clausura 2005 zwei weitere Meistertitel. 2006 beendete er seine aktive Karriere.

### Nationalmannschaft
Miguel Ponce gab im April 1991 sein Debüt für Chile unter Arturo Salah beim Freundschaftsspiel gegen Mexiko. Bei der Copa América 1997 spielte Chueco alle drei Gruppenspiele, allerdings schied Chile nach drei Niederlagen nach der Gruppenphase aus. Ponce kam in sechs Partien bei der Qualifikation zur Weltmeisterschaft 1998 zum Einsatz, allerdings wurde er nicht für das Endturnier in Frankreich nominiert. Nach weiteren Freundschaftsspielen im Nationaldress war sein letztes Länderspiel das Qualifikationsspiel zur Weltmeisterschaft 2002 gegen Peru im März 2001.

### Trainer
Miguel Ponce wurde 2011 Trainer von Deportes La Serena. Bei der zweiten Trainerstation gewann Ponce mit San Luis de Quillota die Zweitliga-Meisterschaft der Apertura 2013/14, wurde allerdings in der Clausura nur Vorletzter, so dass er im April 2014 vom Klub entlassen wurde. Von Juni 2014 bis Januar 2015 trainierte der frühere Nationalspieler Unión San Felipe. 2015 führte Ponce die U-17-Nationalmannschaft Chiles bei der Heim-WM ins Achtelfinale, schied dort aber gegen Mexiko aus.
Danach sammelte Ponce weitere Erfahrungen als Trainer bei chilenischen Vereinen, aber auch in Bolivien, wo er unter anderem den Topverein Club Jorge Wilstermann trainierte. Nach der Trennung von Jorge Wilstermann fand Ponce direkt wieder eine Anstellung bei den Santiago Wanderers. Im November 2022 wurde Ponce Trainer von Deportes Iquique und schaffte in der Saison 2023 den Aufstieg in die Primera División. Er selbst wechselte zur Saison 2024 zu Unión Española, wo er nach acht Monaten entlassen wurde. Zur Saison 2025 unterschrieb er einen Vertrag bei den Rangers de Talca, die er in die Primera División führen soll.

## Erfolge

### Spieler
Universidad Católica
- Chilenischer Pokalsieger: 1991
- Chilenischer Meister: 2002-A, 2005-C

Universidad de Chile
- Chilenischer Meister: 1995
- Chilenischer Pokalsieger: 1998

### Trainer
San Luis de Quillota
- Chilenischer Zweitligameister: 2013/14-A

Deportes Iquique
- Chilenischer Zweitligameister: 2023